# Saint-Satur
Saint-Satur is een gemeente in het Franse departement Cher (regio Centre-Val de Loire). De plaats maakt deel uit van het arrondissement Bourges. Saint-Satur telde op 1 januari 2022 1.410 inwoners.

## Geografie
De oppervlakte van Saint-Satur bedroeg op 1 januari 2022 7,86 vierkante kilometer; de bevolkingsdichtheid was toen 179,4 inwoners per km².
De onderstaande kaart toont de ligging van Saint-Satur met de belangrijkste infrastructuur en aangrenzende gemeenten.

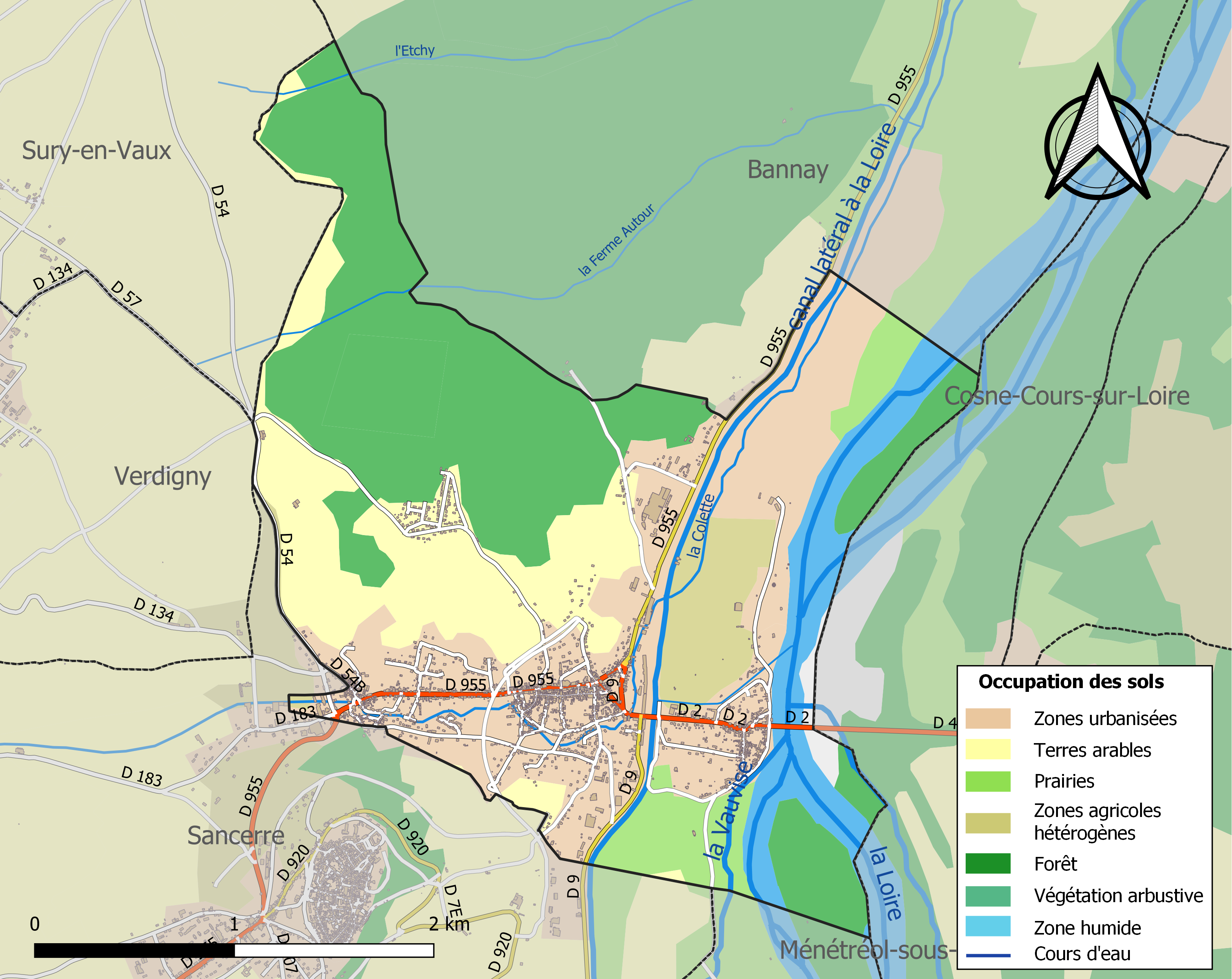

## Demografie
Onderstaande figuur toont het verloop van het inwonertal (bron: INSEE-tellingen).